# لاسینا دیارا
لاسینا دیارا (انگلیسی: Lassina Diarra؛ زادهٔ ۲۹ دسامبر ۱۹۸۹) بازیکن فوتبال اهل مالی است.
وی همچنین در تیم ملی فوتبال مالی بازی کرده است.